# 739 TCN
739 TCN là một năm trong lịch La Mã.